# Eraldo Monzeglio
Eraldo Monzeglio (* 5. Juni 1906 in Vignale Monferrato; † 3. November 1981 in Turin) war ein italienischer Fußballspieler und -trainer.
Während seiner aktiven Zeit galt der 1,73 m große Monzeglio als eleganter Verteidiger, der seine Rolle, vor allem im WM-System, hervorragend interpretierte. Er wurde mit Italien zweimal Fußball-Weltmeister.

## Spielerkarriere
Eraldo Monzeglio gab sein Debüt in Italiens höchster Spielklasse für AS Casale in der Saison 1924/25. Zur Spielzeit 1926/27 wechselte er zum FC Bologna, im Jahr 1935 ging er zur AS Rom, wo er seine Karriere am Ende der Saison 1938/39 beendete.
In der italienischen Nationalmannschaft debütierte Eraldo Monzeglio am 1. Mai 1930 beim 5:0 in Ungarn.
Bei der Fußball-Weltmeisterschaft 1934, die in Italien stattfand, war er unter Trainer Vittorio Pozzo Stammspieler und konnte mit der Mannschaft durch einen 2:1-Finalsieg gegen die Tschechoslowakei den Weltmeistertitel gewinnen. In dieser Zeit lernte Monzeglio auch den damaligen Diktator Benito Mussolini kennen und freundete sich mit diesem an. Später wurde er sogar Tennistrainer von Mussolinis Söhnen Bruno und Vittorio und auch überzeugter Faschist.
Auch bei der Weltmeisterschaft 1938 in Frankreich stand Eraldo Monzeglio wieder im Kader, wurde aber nur im Eröffnungsspiel gegen Norwegen eingesetzt, was gleichzeitig sein letztes Länderspiel war. Nach dem 4:2 seiner Squadra Azzurra im Finale gegen Ungarn konnte er seinen zweiten Weltmeistertitel feiern.
Nach dem WM-Turnier beendete Monzeglio seine Nationalmannschaftslaufbahn, in der er 33 Länderspiele absolvierte, aber kein Tor erzielen konnte.

## Trainerkarriere
Eraldo Monzeglio arbeitete in der Saison 1941/42 bei der Roma als Berater von Trainer Alfréd Schaffer, die in diesem Jahr den Scudetto gewannen und meldete sich kurz danach freiwillig zum Militärdienst in der Sowjetunion.
Nach dem Zweiten Weltkrieg arbeitete Monzeglio als Trainer bei verschiedenen Klubs. Zuerst betreute der die AC Pro Sesto, in der Saison 1949/50 wurde er von der SSC Neapel engagiert, die er bereits im ersten Jahr zum Aufstieg in die Serie A führte und bis 1956 trainierte.
Zwischen 1958 und 1962 arbeitete Monzeglio als Cheftrainer bei Sampdoria Genua, 1964 folgte er für kurze Zeit Paulo Amaral auf der Trainerbank von Juventus Turin.
In den Spielzeiten 1965/66, 1966/67 und 1972/73 trainierte er schließlich, mit einem kurzen Intermezzo bei der AC Lecco, den FC Chiasso in der Schweiz.

## Erfolge

### Als Spieler
- Weltmeister: 1934, 1938
- Europapokal der Fußball-Nationalmannschaften: 1927–1930, 1933–1935
- Mitropapokal: 1932, 1934 (mit der AGC Bologna)
- Italienische Meisterschaft: 1928/29 (mit der AGC Bologna)

### Als Trainer
- Aufstieg in die Serie A: 1949/50 (mit der SSC Neapel)